# Cruella (pel·lícula)
Cruella és una pel·lícula estatunidenca dirigida per Craig Gillespie, estrenada l'any 2021, amb guió de Dana Fox i Tony McNamara, a partir d'una història d'Aline Brosh McKenna, Kelly Marcel i Steve Zissis. La pel·lícula és una comèdia de crim americana basada en el personatge de Cruella de Vil, tret d'una novel·la de Dodie Smith del 1956 Cent i un dàlmates. És la tercera adaptació d’acció en viu de la franquícia 101 Dàlmates, fent de preqüela.

## Argument
Ambientada a Londres durant el moviment punk rock dels anys 70, la pel·lícula gira al voltant d’Estella Miller, una aspirant a dissenyadora de moda, mentre explora el camí que la portarà a convertir-se en una prestigiosa dissenyadora de moda coneguda com a Cruella de Vil.

## Repartiment
Emma Stone és el personatge principal, amb Emma Thompson, Joel Fry, Paul Walter Hauser, Emily Beecham, Kirby Howell-Baptiste i Mark Strong en els papers secundaris.